# ATC kod B01
ATC kod B01 Antitrombotski agensi su terapeutska podgrupa sistema za anatomsko terapeutsko hemijsku klasifikaciju. Ovaj sistem alfanumeričkih kodova je razvio  za klasifikaciju lekova i drugih medicinskih proizvoda.  Podgrupa B01 je deo anatomske grupe B Krv i organi koji formiraju krv.

Kodovi za veterinarsku upotrebu (ATCvet kodovi) se mogu formirati stavljanjem slova Q ispred humanih ATC kodova: QB01... 
Nacionalna izdanja ATC klasifikacije mogu da obuhvataju dodatne kodove koji nisu prisutni na ovoj listi.

## Antitrombotski agens

###B01AA Antagonistivitamina K
Dikumarol
 Fenindion
 Varfarin
 Fenprokumon
 Acenokumarol
 Etil biskumacetat
 Klorindion
 DiFenadion
 Tioklomarol
 Fluindion

### Heparinskagrupa
Heparin
 Antitrombin III
 Dalteparin
 Enoksaparin
 Nadroparin
 Parnaparin
 Reviparin
 Danaparoid
 Tinzaparin
 Sulodeksid
 Bemiparin
 Heparin, kombinacije

###B01AC Inhibitori agregacijetrombocitaizuzev heparin
Ditazol
 Klorikromen
 Pikotamid
 Klopidogrel
 Tiklopidin
 Acetilsalicilna kiselina
 Dipiridamol
 Karbasalat kalcijum
 Epoprostenol
 Indobufen
 Iloprost
 Abciksimab
 Aloksiprin
 Eptifibatid
 Tirofiban
 Triflusal
 Beraprost
 Treprostinil
 Prasugrel
 Cilostazol
 Tikagrelor
 Kombinacije
 Acetilsalicilna kiselina i ezomeprazol

### Enzimi
Streptokinaza
 Alteplaza
 Anistreplaza
 Urokinaza
 Fibrinolizin
 Brinaza
 Reteplaza
 Saruplaza
 Ankrod
 Drotrekogin alfa (aktivirani)
 Tenekteplaza
 Protein C

###B01AE Direktni inhibitoritrombina
Dezirudin
 Lepirudin
 Argatroban
 Melagatran
 Ksimelagatran
 Bivalirudin
 Dabigatran eteksilat

###B01AX Drugi antitrombotski agensi
Defibrotid
 Dermatan sulfat
 Fondaparinuks
 Rivaroksaban